# Кошмар на 13-м этаже
«Кошмар на 13-м этаже» — кинофильм.
Молодая журналистка едет по приглашению отдохнуть в шикарном отеле-небоскрёбе. Но спустя какое-то время некоторые постояльцы начинают пропадать из своих номеров. Странная музыка доносится через вентиляционные решётки, жуткий грузовой лифт катается, как ему вздумается, и 13 этаж куда-то пропал. Вместо него снаружи фасада здания жуткий карниз с демонической лепниной. Столько вопросов у молодой журналистки, но крайне милые служащие отеля что-то недоговаривают.
Начинающийся как заурядный телеужастик, фильм притягивает многими приятными нюансами: красные газовые лампы, навязчивая музычка, и такая неоднозначная ухмылка Луизы Флетчер.